# Květné jezero
Květné jezero je říční jezero v katastru Lednice na Moravě v okrese Břeclav v Jihomoravském kraji v České republice. Leží v nadmořské výšce 160 m. Má rozlohu 1 ha.

## Vodní režim
Jezero vzniklo ze slepého ramene Dyje na jejím levém břehu.

## Ochrana přírody
Je chráněno jako přírodní památka Květné jezero. V okolí jezera rostou bledule letní a řezan pilolistý a hnízdí čáp bílý.

## Okolní jezera
V okolí se nacházejí další slepá ramena Dyje, jako Křivé jezero, Kutnar a Mahenovo jezero.